# Női 100 méteres hátúszás az 1932. évi nyári olimpiai játékokon
Az 1932. évi nyári olimpiai játékokon az úszás női 100 méteres hátúszás  versenyszámát augusztus 10. és 11. között tartották Olimpiai park Úszóstadionban.

## Rekordok
A versenyt megelőzően a következő rekord voltak érvényben:
| Világrekord     | Eleanor Holm (USA) | 1:18,2 | Jones Beach, USA      | 1932. július 16.   |
| Olimpiai rekord | Marie Braun (NED)  | 1:21,6 | Amszterdam, Hollandia | 1928. augusztus 9. |

A versenyen új rekord született:
| Olimpiai rekord | 1. előfutam | Eleanor Holm (USA) | 1:18,3 | Los Angeles, USA | augusztus 10. |

## Eredmények
Az időeredmények másodpercben értendők. A rövidítések jelentése a következő:
| - Q: továbbjutás helyezés alapján - q: továbbjutás időeredmény alapján - OR: olimpiai rekord | - DQ: kizárás - DNS: nem indult a futamon |

### Előfutam
Minden futam első két helyezettje automatikusan a döntőbe jutott. Az összesített eredmények alapján pedig a legjobb időeredménnyel rendelkező úszó került tovább.
| H        | Név             | Nemzet                 | E        | Mj       |
| 1. futam | 1. futam        | 1. futam               | 1. futam | 1. futam |
| -------- | --------------- | ---------------------- | -------- | -------- |
| 1.       | Eleanor Holm    | Egyesült Államok (USA) | 1:18,3   | Q, OR    |
| 2.       | Bonnie Mealing  | Ausztrália (AUS)       | 1:21,6   | Q        |
| 3.       | Phyllis Harding | Nagy-Britannia (GBR)   | 1:22,5   | q        |
| 4.       | Puck Oversloot  | Hollandia (NED)        | 1:23,5   |          |
| 5.       | Misao Yokota    | Japán (JPN)            | 1:25,1   |          |
| 2. futam |                 |                        |          |          |
| 1.       | Valerie Davies  | Nagy-Britannia (GBR)   | 1:22,0   | Q        |
| 2.       | Joan McSheehy   | Egyesült Államok (USA) | 1:22,5   | Q        |
| 3.       | Ruth Kerr       | Kanada (CAN)           | 1:28,2   |          |
|          | Maria Lenk      | Brazília (BRA)         |          | DQ       |
|          | Willy den Ouden | Hollandia (NED)        | DNS      |          |
| 3. futam |                 |                        |          |          |
| 1.       | Marie Braun     | Hollandia (NED)        | 1:23,8   | Q        |
| 2.       | Joyce Cooper    | Nagy-Britannia (GBR)   | 1:25,0   | Q        |
| 3.       | Marjorie Linton | Kanada (CAN)           | 1:29,1   |          |
|          | Jenny Maakal    | Dél-afrikai Unió (RSA) | DNS      |          |
|          | Louisa Robert   | Egyesült Államok (USA) | DNS      |          |

### Döntő
| H     | Név             | Nemzet                 | E      | Mj |
| ----- | --------------- | ---------------------- | ------ | -- |
| Arany | Eleanor Holm    | Egyesült Államok (USA) | 1:19,4 |    |
| Ezüst | Bonnie Mealing  | Ausztrália (AUS)       | 1:21,3 |    |
| Bronz | Valerie Davies  | Nagy-Britannia (GBR)   | 1:22,5 |    |
| 4.    | Phyllis Harding | Nagy-Britannia (GBR)   | 1:22,6 |    |
| 5.    | Joan McSheehy   | Egyesült Államok (USA) | 1:23,2 |    |
| 6.    | Joyce Cooper    | Nagy-Britannia (GBR)   | 1:23,4 |    |
|       | Marie Braun     | Hollandia (NED)        | DNS    |    |